# Легананни
Легананни (англ. Legananny, вероятно, от ирл. Liagán Áine — «стоячий камень Айне», или же ирл. Lag an Eanaigh) — таунленд в 5,6 км от Лейтрима, графство Даун, Северная Ирландия. В нём расположен дольмен, стоящий уже 4000-4500 лет. Он сделан из трёх больших камней, сверху которых лежит ещё один; дольмен связывают с именем ирландской богини Айне.
В таунленде живёт около 100 людей, большинство из которых — фермеры с семьями.